# Kamilukuak Lake
Kamilukuak Lake är en sjö i Kanada. Den ligger i den centrala delen av landet, till största delen i territoriet Nunavut men en liten del ligger i Northwest Territories. Kamilukuak Lake ligger 266 meter över havet och ytan är 638 kvadratkilometer. Trakten ingår i den boreala klimatzonen.